# Ducat de Mòdena

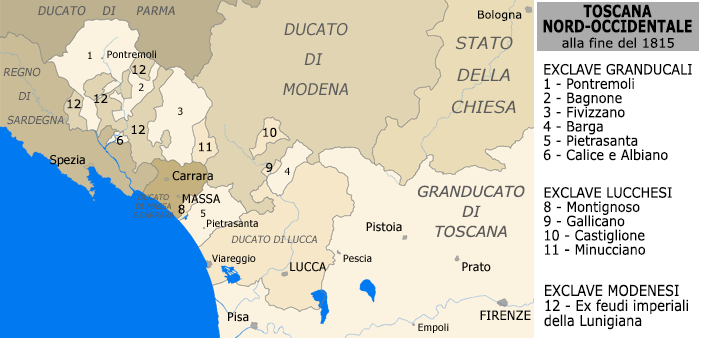
Detall de la complexa zona fronterera sud del ducat a finals de 1815.

El Ducat de Mòdena, o més concretament Ducat de Mòdena i Reggio, (en llatí: Ducatus Mutinae et Regii; en italià: Ducato di Modena e Reggio) fou un estat creat l'any 1452 com un domini personal de la Casa d'Este que governava el Ducat de Ferrara. El Ducat de Mòdena existí fins a l'any 1859, moment en el qual fou incorporat al Regne de Sardenya.
El seu centre principal, i capital, era la ciutat de Mòdena.

## Orígens
Al llarg de la baixa edat mitjana diferents sants pares incapaços o no desitjosos d'exercir un poder terrenal sobre tot el territori dels Estats Pontificis cediren la sobirania de diferents territoris a famílies de l'aristocràcia local o a fills bords. Aquest és el cas del Ducat de Parma o les ciutats estat d'Ímola i Faenza en mans de la Casa Sforza de Milà.
La ciutat lliure de Mòdena el 1288, a causa de les lluites internes entre les famílies nobles locals, renuncià a la seva independència municipal i decidí demanar ajuda de govern a Opizzo II d'Este, marquès de Ferrara. La Casa d'Este havia exercit el domini sobre el Ducat de Ferrara des del segle xii i al segle xv s'havia convertit en una de les famílies més importants i riques de la península italiana. El 1289 també ho feu Reggio, convertint-se Opizzo en senyor d'aquestes dues ciutats com a feudatari del Sacre Imperi, deixant el Marquesat de Ferrara a mans de la Santa Seu.
El 1452 Borso I d'Este rebé de part de Frederic III del Sacre Imperi Romanogermànic el títol de duc de Mòdena, rebent l'any 1471 del papa Pau II el títol de duc de Ferrara.

## Extensió
Des de l'any 1452 i fins a l'any 1859, amb la interrupció de les Guerres Napoleòniques, la família dels Este i la família dels Àustria-Este derivada d'ella van mantenir el govern del Ducat de Mòdena. Al llarg dels anys aquesta família aconseguí incrementar els seus dominis, incorporant progressivament, abans de l'època napoleònica, diversos feus imperials que limitaven o constituïen enclavaments al territori ducal, entre ells els principats de Carpi (1530) i de Correggio (1635), el Ducat de la Mirandola (1711) i el comtat de Novellara (1737), així com, posteriorment, els antics feus imperials de Lunigiana (1815), el ducat de Massa i Carrara (1829), i, finalment, el Ducat de Guastalla i diversos enclavaments del Ducat de Lucca i del Gran Ducat de Toscana a Lunigiana, Garfagnana i a la costa toscana (1847).
Tanmateix, a la mort d'Alfons II d'Este el 1597 el problema successori existent havia comportat la pèrdua del Ducat de Ferrara, que passà a mans dels Estats Pontificis.

## Guerres Napoleòniques

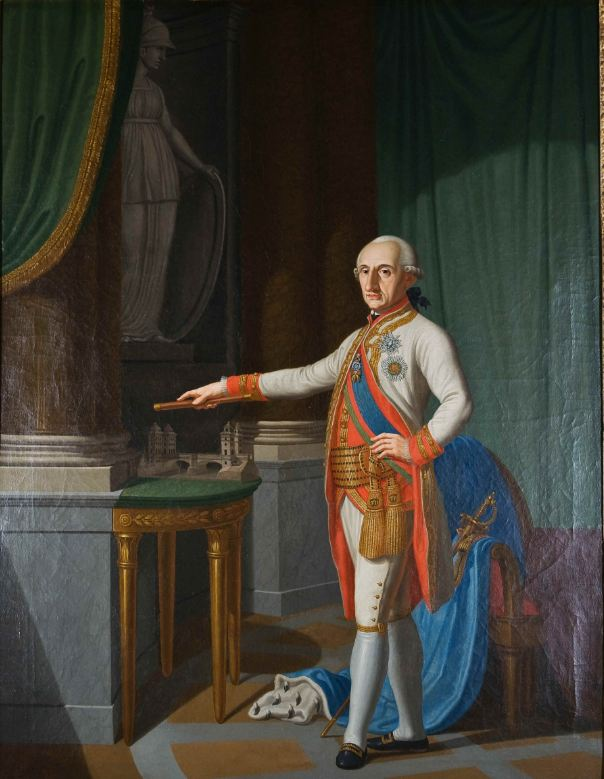
Imatge d'Hèrcules III de Mòdena.

Amb l'entrada de les tropes de Napoleó Bonaparte a la península Itàlica el 1796 comportà l'ocupació per part de les tropes franceses del ducat. La família Este fou desposseïda d'aquest i el seu territori fou incorporat a la República Cispadana.
Amb la realització del Congrés de Viena (1814-1815) el ducat fou restituït als seus propietaris, si bé la mort d'Hèrcules III de Mòdena el 1803 sense hereus mascles comportà que els drets passessin al seu gendre Ferran d'Àustria, fill de Francesc I del Sacre Imperi Romanogermànic i Maria Teresa I d'Àustria i casat amb Maria Beatriu d'Este, filla del mateix Hèrcules III. El matrimoni entre l'arxiduc d'Habsburg i la princesa de Mòdena havia donat lloc a la nova Casa d'Àustria-Este. Tanmateix, des que Ferran va morir el 1806, el 1814 el tron va ser confiat al seu fill gran Francesc IV, que el 1829 també va heretar de la seva mare els títols de duc de Massa i príncep de Carrara.

## Unificació italiana
El dia 11 de juny de l'any 1859 els Este abandonaren el Ducat de Mòdena i s'instal·laren a Viena després d'una ràpida invasió de les tropes piemonteses, passant a ser part de les Províncies Unides de la Itàlia Central, estat satèl·lit del Regne de Sardenya-Piemont. Malgrat les irades protestes internacionals del duc Francesc V de Mòdena, la comunitat internacional no restituí el territori als Este.
L'any 1875 després de la mort de l'últim duc el ducat passà a formar part dels títols in jure de la Casa d'Àustria. L'any 1917, l'emperador Carles I d'Àustria decidí cedir el Ducat de Mòdena al seu segon fill, l'arxiduc Robert d'Àustria-Este.

## Llista de Ducs de Mòdena

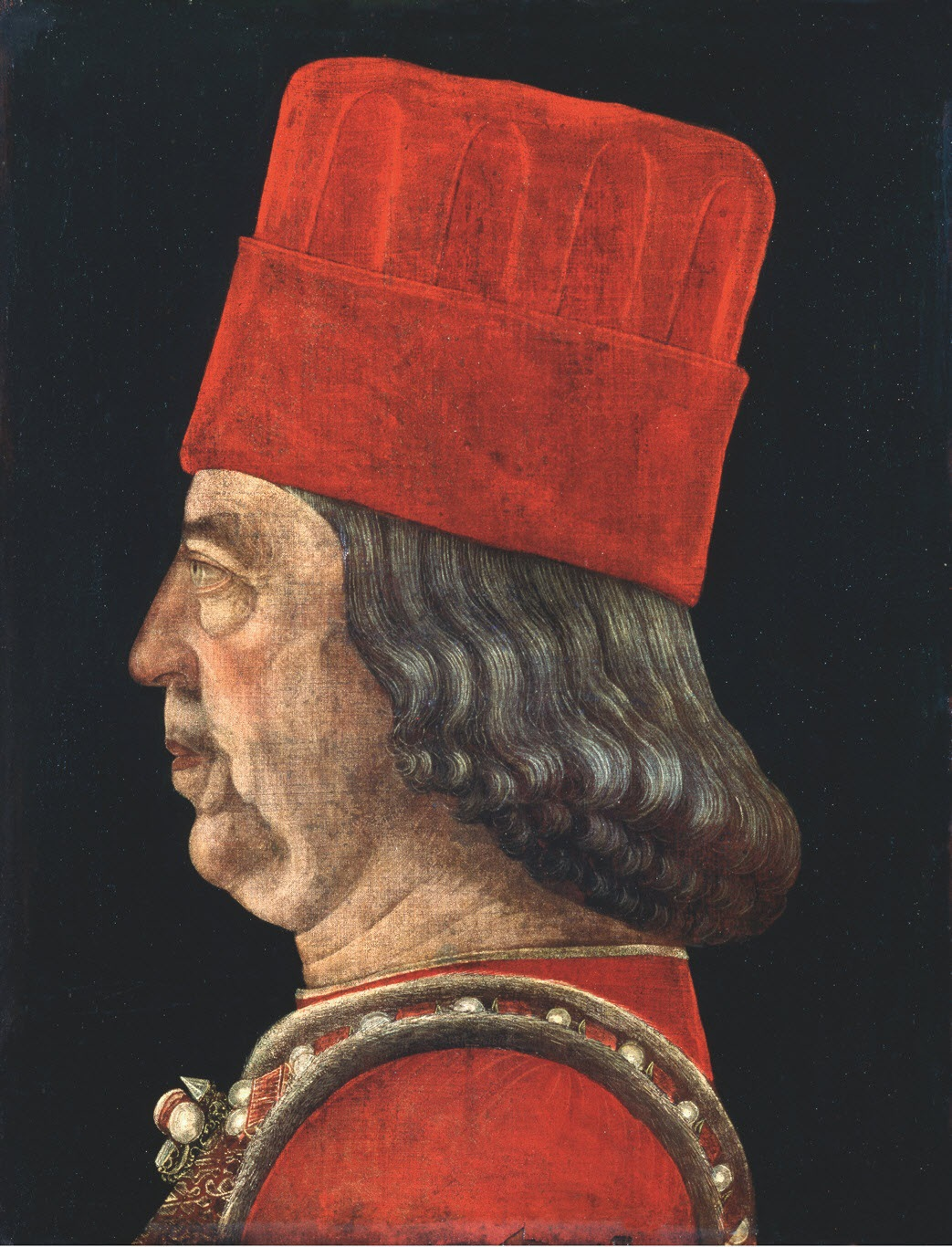
Borso I d'Este

### Dinastia dels Este

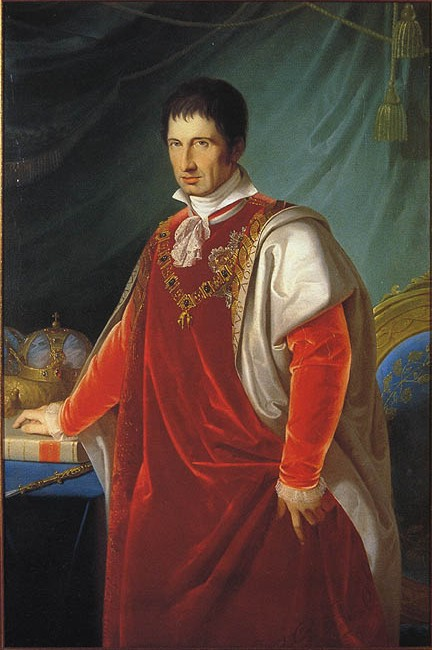
El duc Francesc IV de Mòdena.

Ducs de Ferrara, Mòdena i Reggio
- 1450-1471: Borso I d'Este
- 1471-1505: Hèrcules I d'Este
- 1505-1534: Alfons I d'Este
- 1534-1559: Hèrcules II d'Este
- 1559-1597: Alfons II d'Este

el 1597 el Ducat de Ferrara és reintegrat als Estats Pontificis
Ducs de Mòdena i Reggio
- 1597-1628: Cèsar I de Mòdena
- 1628-1644: Alfons III de Mòdena
- 1644-1658: Francesc I de Mòdena
- 1658-1662: Alfons IV de Mòdena
- 1662-1694: Francesc II de Mòdena
- 1694-1737: Reinaldo III de Mòdena
- 1737-1780: Francesc III de Mòdena
- 1780-1796: Hèrcules III de Mòdena

### Dinastia dels Àustria-Este
- 1814-1846: Francesc IV de Mòdena
- 1846-1859: Francesc V de Mòdena

el 1859 el Ducat és annexionat al Regne de Sardenya-Piemont, a partir d'aquest moment els hereus seran titulars del ducat
- 1859-1875: Francesc V de Mòdena
- 1875-1914: Francesc Ferran d'Àustria, arxiduc d'Àustria
- 1914-1917: Carles I d'Àustria, emperador d'Àustria
- 1917-1966: Robert d'Àustria-Este, arxiduc d'Àustria
- 1996-actualitat: Llorenç d'Àustria-Este, arxiduc d'Àustria